# Сегариу
Сегари́у (итал. Segariu) — коммуна в Италии, располагается в регионе Сардиния, в провинции Южная Сардиния.
Население составляет 1 130 человек (30-06-2019), плотность населения составляет 67,71 чел./км². Занимает площадь 16,69 км². Почтовый индекс — 9040. Телефонный код — 070.
Покровителем коммуны почитается святой великомученик Георгий, празднование 23 апреля.

## Демография
Динамика населения:

## Администрация коммуны
- Официальный сайт: http://www.comune.segariu.ca.it/

## Примечание
1. ↑  Statistiche demografiche ISTAT. demo.istat.it. Дата обращения: 16 ноября 2019. Архивировано 24 июля 2019 года.